# 泰国农民银行足球俱乐部
泰国农民银行足球俱乐部（สโมสรฟุตบอลธนาคารกสิกรไทย；Thai Farmers Bank FC）是已经解散了的泰国足球俱乐部，俱乐部属于泰华农民银行（Kasikorn Bank，原农民银行）。
球队是1994-95赛季亚洲冠军联赛的冠军球队。

## 球队荣誉
- 亞洲聯賽冠軍盃: 2次

1994, 1995
- 泰国足球联赛: 4次

1990, 1992, 1993, 1995
- 女王杯: 4次

1994, 1995, 1996, 1997
- 亚非俱乐部锦标赛: 1

1994
| 前任： 帕斯 | 亞洲球會錦標賽 1993-94 1994-95 | 繼任： 天安一和 |